# Руамба, Саид
Саид Руамба (фр. Saïdou Rouamba; род. 29 июня 1968, Буркина-Фасо) — буркинийский шоссейный велогонщик.

## Карьера
Четырехкратный чемпион Буркина-Фасо. Победитель многодневных гонок проводимых в Буркина-Фасо Тур дю Фасо и Букль дю Котон.
В 2006 году участвовал на Чемпионат мира вместе с Абд аль-Ваххаб Савадого и Рабаки Жереми Уэдраого.
В ноябре 2008 года по окончании гонки Тур дю Фасо объявил о завершении свей карьеры.

## Достижения
1990
Тур дю Фасо
2-й в генеральной классификации
1-й этап
1991
Тур дю Фасо
1-й в генеральной классификации
2-й, 10-й и 11-й этапы
1994
1-й и 6-й этапы на Тур дю Фасо
1995
 Чемпион Буркина-Фасо — групповая гонка
1997
2a-й, 2b-й и 9-й этапы на Тур дю Фасо
1999
2-й на Чемпионате Буркина-Фасо — групповая гонка
2000
 Чемпион Буркина-Фасо — групповая гонка
2001
 Чемпион Буркина-Фасо — групповая гонка
2002
11-й этап на Тур дю Фасо
3-й на Чемпионате Буркина-Фасо — групповая гонка
2003
 Чемпион Буркина-Фасо — групповая гонка
2005
2-й на Тур дю Фасо
3-й на Чемпионате Буркина-Фасо — групповая гонка
2006
Букль дю Котон
3-й в генеральной классификации
2-й этап
2007
Букль дю Котон
1-й в генеральной классификации
2-й этап
2008
5-й этап на Букль дю Котон
1-й этап на Тур Того
2-й на Чемпионате Буркина-Фасо — групповая гонка

## Рейтинги
| Год                 | 2005 | 2006 | 2007 | 2008 | 2009 |
| ------------------- | ---- | ---- | ---- | ---- | ---- |
| Африканский тур UCI | 11-й | 8-й  | 20-й | 37-й | 85-й |
|                     |      |      |      |      |      |
| Источник: UCI       |      |      |      |      |      |